# 細雙光魚
細雙光魚，又稱帶紋雙光魚是輻鰭魚綱巨口魚目雙光魚科的其中一種。

## 分布
本魚分布於全球三大洋的深海裡。

## 深度
水深0~1594公尺。

## 特徵
本魚體細長如帶，側扁。眼小，兩眼間距與眼徑略等。口大，稍向上傾斜，兩頜齒細小而直，但上頜齒為一行，下頜齒其前部為二行，後部為一行。背鰭短而高，約位於腹鳍與臀鰭起點之中點上方，臀鰭基甚長遠大於背鰭基；胸鰭細小，靠近鰓孔下緣。腹鰭亦甚小。無脂鰭。在眶下發光器有1個、鰓蓋發光器3個。胸腹位發光器40~51個、腹臀部發光器14~17個、臀尾部發光器42~51個、腹列發光器99~113個、側列發光器80~95個。背面黑色，側面銀色、鰭無色。體長可達120公分。

## 生態
本魚日間棲息在平均水深300~800公尺的水層，夜間上浮表面。

## 經濟利用
無任何經濟價值。